# Python (mythologie)

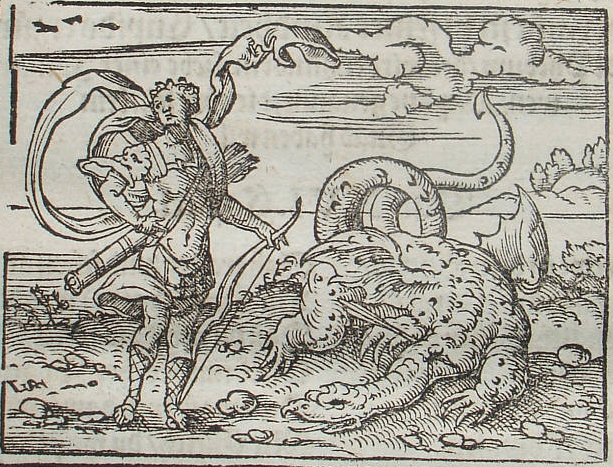
Apollo en Python, gravure van Virgil Solis voor boek I van de Metamorphosen van Ovidius, 1581.

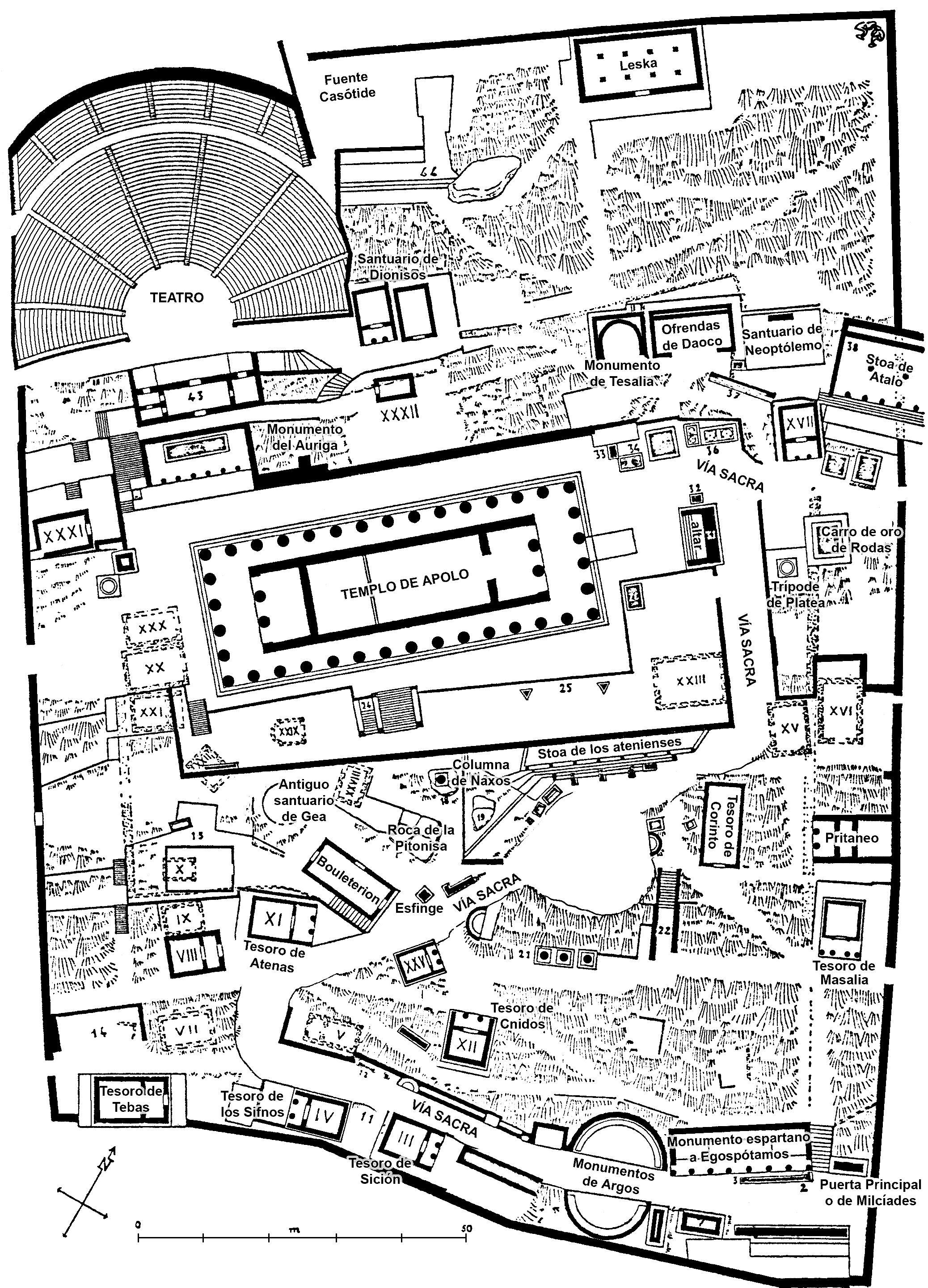
Plattegrond van Delphi

Python (Oudgrieks: Πύθων, Púthôn), ook wel Delphine genoemd, was een slang, ook wel afgebeeld als draak, in de Griekse mythologie. Een dochter van Gaia, de Aarde, en een chtonische godheid. Volgens een van de mythologische verhalen werd Python geboren na de watervloed van Deukalion uit het achtergebleven slijk. De slang was de bewaker van het orakel van Themis aan de Castalische bron bij Delphi.
Volgens de overlevering van Hyginus had oppergod Zeus bij de godin Leto een tweeling verwekt, Artemis en Apollo, maar Hera, de vrouw van Zeus was jaloers. Zij droeg de slang op om de zwangere Leto te vervolgen, opdat de baby's niet werden geboren, maar dit mislukte. Apollo werd op Delos geboren en nadat hij was opgegroeid nam hij wraak voor zijn moeder, doodde het monster en maakte zich meester van het Orakel van Delphi.
De god Apollo kreeg na deze overwinning de bijnaam Pythios of de Pythische Apollon, Delphi kreeg de bijnaam Pytho en de priesteres van Delphi werd Pythia genoemd. Hij stelde bovendien de Pythische Spelen in, die ter ere van hemzelf, van zijn zuster Artemis en zijn moeder Leto, elke vier jaar in Delphi werden gevierd.

## Python in de beeldende kunst
Python wordt regelmatig afgebeeld in de beeldende kunst en is een geliefd thema bij kunstenaars uit stromingen die teruggrijpen naar de klassieke oudheid zoals barok, classicisme, neo-classicisme, renaissance. Het mythologisch wezen wordt vaak samen met Apollo afgebeeld.

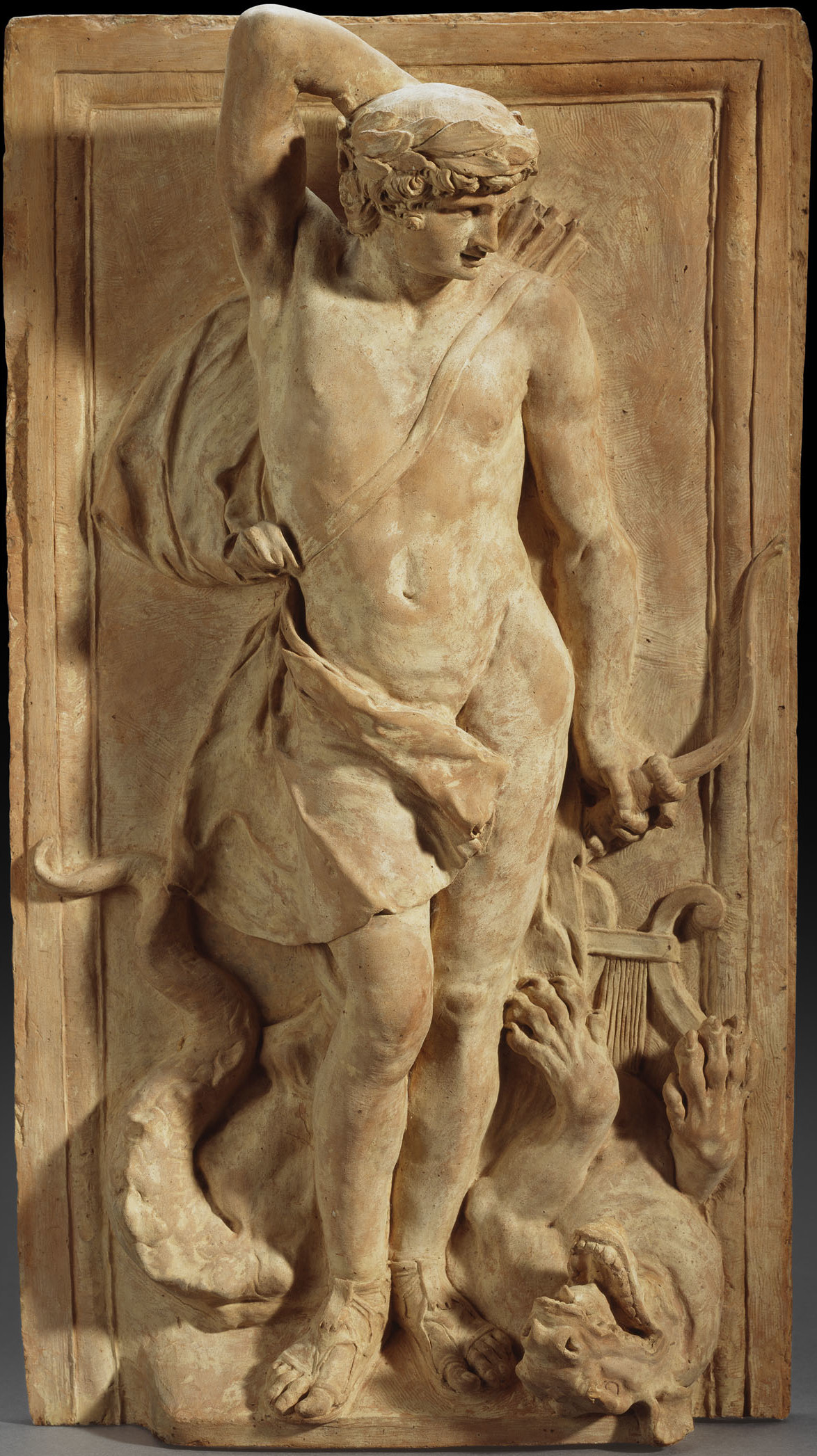
Apollo en Python Artus Quellinus KMSKA, in bruikleen van het Erfgoedfonds

## Antieke bronnen
- Apollodorus, Bibliotheca I 4.1
- Hyginus, Fabulae CXL
- Homerische hymne aan Apollo V 300-374
- Nonnus van Panopolis, Dionysiaca IX 251
- Ovidius, Metamorphosen I 438-462
- Statius, Achilleïs I 563
- Lucanus, Pharsalia V, 79-81